# تاوريرت (سيدي علي الكراتي)
تاوريرت هي إحدى مشيخات المملكة المغربية، تتبع جغرافيا لإقليم الصويرة وإداريًا لسيدي علي الكراتي. يقدر عدد سكانها بـ 5549 نسمة حسب الإحصاء الرسمي للسكان والسكنى لسنة 2004.